# Lidiya Sichenikova
Lidiya Yurivna Sichenikova (en ucraniano: Лідія Юріївна Січенікова; Chernivtsí, 3 de febrero de 1993) es una deportista ucraniana que compitió en tiro con arco, en la modalidad de arco recurvo.
Ganó una medalla de oro en el Campeonato Mundial de Tiro con Arco en Sala de 2014, una medalla de oro en el Campeonato Europeo de Tiro con Arco al Aire Libre de 2016 y cuatro medallas en el Campeonato Europeo de Tiro con Arco en Sala entre los años 2013 y 2019.
En los Juegos Europeos de Bakú 2015 consiguió dos medallas de bronce (equipo y equipo mixto).

## Palmarés internacional
| Campeonato Mundial en Sala       | Campeonato Mundial en Sala | Campeonato Mundial en Sala | Campeonato Mundial en Sala |
| Año                              | Lugar                      | Medalla                    | Prueba                     |
| -------------------------------- | -------------------------- | -------------------------- | -------------------------- |
| 2014                             | Nimes (Francia)            | Medalla de oro             | Equipo                     |
| Juegos Europeos                  |                            |                            |                            |
| Año                              | Lugar                      | Medalla                    | Prueba                     |
| 2015                             | Bakú (Azerbaiyán)          | Medalla de bronce          | Equipo                     |
| 2015                             | Bakú (Azerbaiyán)          | Medalla de bronce          | Equipo mixto               |
| Campeonato Europeo al Aire Libre |                            |                            |                            |
| Año                              | Lugar                      | Medalla                    | Prueba                     |
| 2016                             | Nottingham (Reino Unido)   | Medalla de oro             | Equipo                     |
| Campeonato Europeo en Sala       |                            |                            |                            |
| Año                              | Lugar                      | Medalla                    | Prueba                     |
| 2013                             | Rzeszów (Polonia)          | Medalla de oro             | Equipo                     |
| 2017                             | Vittel (Francia)           | Medalla de bronce          | Equipo                     |
| 2019                             | Samsun (Turquía)           | Medalla de plata           | Individual                 |
| 2019                             | Samsun (Turquía)           | Medalla de bronce          | Equipo                     |